# Ibadarrus haranicola
Ibadarrus haranicola är en insektsart som beskrevs av Adolf Remane och Asche 1980. Ibadarrus haranicola ingår i släktet Ibadarrus och familjen dvärgstritar. Inga underarter finns listade i Catalogue of Life.